# Pavel Sajal
Pavel Sajal (2. května 1898 Praha – 23. května 1956 Praha) byl český a československý politik; poválečný poslanec Prozatímního a Ústavodárného Národního shromáždění a Národního shromáždění ČSR za Československou sociální demokracii, po roce 1948 za Komunistickou stranu Československa.

## Biografie
Byl vyučen zámečníkem. Od 1927 měl živnost na výrobu kovového zboží a železářský obchod na Žižkově. V letech 1918–1919 bojoval jako dobrovolník na Slovensku proti maďarské armádě. Od roku 1918 byl členem sociální demokracie. V době rozkolu ve straně se přiklonil k levicovému marxistickému křídlu. Od roku 1921 až do roku 1926 byl členem KSČ. V komunistické straně zastával funkci župního důvěrníka mládeže. V roce 1926 se vrátil do sociální demokracie. Ve straně působil v odborovém hnutí a v Jednotném svazu sociálně demokratických živnostníků. Byl vedoucím funkcionářem Svazu stavebních živností a Ústředny pro kovodělné živnosti. Za druhé světové války se podílel na odboji.
Po osvobození se opět zapojil do politického dění. Roku 1945 se stal předsedou Ústředního svazu československých řemesel. V letech 1945-1946 byl poslancem Prozatímního Národního shromáždění za sociální demokraty, respektive za Ústřední svaz řemesel. Po parlamentních volbách v roce 1946 usedl za sociální demokracii do Ústavodárného Národního shromáždění.
Během únorového převratu v roce 1948 patřil k frakci loajální vůči KSČ, která v sociálně demokratické straně převzala moc. Podílel se na fúzi ČSSD s komunisty. Ve volbách do Národního shromáždění roku 1948 byl zvolen za ČSSD ve volebním kraji Mladá Boleslav. V červnu 1948 po sloučení sociální demokracie s KSČ přešel do poslaneckého klubu komunistů. V parlamentu zasedal do roku 1954.
Přispíval do odborných a politických periodik. Napsal příručku Stavební zámečnictví a byl spoluautorem několika národohospodářských spisů: Blahobyt všem (1938), Jak budovat hospodářství v nové republice (1945).